# RTorrent
rTorrent és un client de BitTorrent en mode text capaç de rivalitzar amb altres clients d'interfície gràfica; especialment pel seu baix consum de recursos.
Està disponible per qualsevol distribució GNU/linux i una implementació parcial per Mac OS.

## Detalls tècnics
La biblioteca es diferencia de les altres realitzacions en el seu ús de la transferència de dades mitjançant paginació de memòria, usant la funció mmap() i la pila de xarxa. En connexions de banda ampla pot arribar a sembrar diverses vegades el nombre de fitxers que pot sembrar el client original BitTorrent.
Els paquets de rTorrent estan disponibles en diverses distribucions GNU/Linux i sistemes Unix-like, i es pot compilar i executar en gairebé qualsevol sistema operatiu POSIX, com FreeBSD.
rTorrent usa ncurses i està preparat per usar-se amb screen o dtach; usa ordres com backspace per carregar un torrent, ctrl+S per començar, ctrl+K per parar i ctrl+D per pausar o, si ja està en pausa, parar, ctrl+D una altra vegada esborra el torrent. Suporta guardar sessions i permet a l'usuari afegir i eliminar torrents. També suporta la descàrrega parcial de torrents multifitxer. En la versió 0.7.0 es va implementar el suport de xifrat. PEX, DHT i sembrat inicial van ser recentment implementats també a rTorrent.
rTorrent pot ser controlat via XML-RPC sobre SCGI.